# フランコ・マルブリ
フランコ・マルブリ（Franco Marvulli、1978年11月11日- ）はスイス・チューリッヒ出身の自転車競技選手。

## 経歴
2001年、グルノーブル6日間レースにおいて、同胞のアレクサンダー・エーシュバッハとコンビを組み、6日間レース初勝利。翌2002年の世界自転車選手権では、この年に新種目として採用されたスクラッチを制し、翌2003年も同大会の同種目を制覇。さらに同年世界選のマディソンでも、リシとコンビを組んで優勝を果たす。翌2004年アテネオリンピックのマディソンでは再びリシとコンビを組んで銀メダルを獲得。また同年の世界選・マディソンもリシと組んで2位に入っている。
しかし当時、6日間レースになるとリシはクルト・ベチャルトとコンビを組むケースが大半であった。一方、マルブリはまだエーシュバッハと主にコンビを組んでいた。トリオ制である2005年のシュトゥットガルト6日間レースではリシ、ベトシャルトと組んで優勝するが、その後もリシとはなかなかペアを組まなかった。
だが、翌2006年にベチャルトが引退したこともあり、同年のマーストリヒト6日間レースでついにリシとコンビを組み優勝。これを契機に6日間レースでは、リシとのコンビで10勝をマークしている。6日間レースにおける通算勝利数は、2008年1月8日現在17勝。また2007年の世界選マディソンでも、リシとコンビを組んで2度目の優勝を果たしている。

## 主な成績
1998年
- スイス選手権・個人追抜 優勝

1999年
- スイス選手権
  - 1㎞TT 優勝
  - 個人追抜 優勝
  - ポイントレース 優勝
- UCIトラックワールドカップ1999
  - メキシコシティ - ポイントレース 優勝

2000年
- スイス選手権 個人追抜 優勝

2001年
- スイス選手権
  - 1㎞TT 優勝
  - オムニアム 優勝
- グルノーブル6日間レース 優勝（+ アレクサンダー・エシュバッハ）

2002年
- トラックレース世界選手権・スクラッチ 優勝
- スイス選手権 個人追抜 優勝
- UCIトラックワールドカップ2002
  - モンテレイ - スクラッチ 優勝
- ヨーロッパ自転車競技選手権大会（欧州選手権）・オムニアム 優勝

2003年
- トラックレース世界選手権
  -  マディソン 優勝（+ ブルーノ・リシ）
  -  スクラッチ 優勝
- 欧州選手権・オムニアム 優勝
- グルノーブル6日間レース 優勝（+ アレクサンダー・エシュバッハ）
- モスクワ6日間レース 優勝（+ アレクサンダー・エシュバッハ）
- スイス選手権
  - 1㎞TT 優勝
  - 個人追抜 優勝
  - 団体追抜 優勝
- エーグル3日間レース 優勝（+ グレゴリー・ドヴォ）

2004年
- スイス選手権 個人追抜 優勝
- サンセバスティアン6日間レース 優勝（+ マルコ・ヴィッラ）
- トラックレース世界選手権・マディソン 2位
- アテネオリンピック・マディソン 2位
- 欧州選手権・マディソン 優勝（+ アレクサンダー・エシュバッハ）
- グルノーブル6日間レース 優勝（+ アレクサンダー・エシュバッハ）

2005年
- スイス選手権
  - スクラッチ 優勝
  - 個人追抜 優勝
  - ポイントレース 優勝
- シュトゥットガルト6日間レース 優勝（+ ブルーノ・リシ、クルト・ベチャルト）

2006年
- アグアスカリエンテス6日間レース 優勝（+ ルイス・フェルナンド・マシアス・エルナンデス）
- スイス選手権
  - スクラッチ 優勝
  - 個人追抜 優勝
- チューリッヒ6日間レース 優勝（+ ブルーノ・リシ）
- メキシコシティ6日間レース 優勝（+ ルイス・フェルナンド・マシアス・エルナンデス）
- セイ・ジョルニ・デッレ・ローゼ 優勝（+ マルコ・ヴィッラ）
- マーストリヒト6日間レース 優勝（+ ブルーノ・リシ）
- スイス選手権・マディソン 優勝（+ ブルーノ・リシ）
- 欧州選手権・マディソン 優勝（+ ブルーノ・リシ）
- グルノーブル6日間レース 優勝（+ アレクサンダー・エシュバッハ）

2007年
- チューリッヒ6日間レース 優勝（+ ブルーノ・リシ）
- シュトゥットガルト6日間レース 優勝（+ ブルーノ・リシ、アレクサンダー・エシュバッハ）
- コペンハーゲン6日間レース 優勝（+ ブルーノ・リシ）
- トラックレース世界選手権・マディソン 優勝（+ ブルーノ・リシ）
- スイス選手権・マディソン 優勝（+ ブルーノ・リシ）
- ドルトムント6日間レース 優勝（+ ブルーノ・リシ）
- ミュンヘン6日間レース 優勝（+ ブルーノ・リシ）
- ザイドラレン6日間レース 優勝（+ ブルーノ・リシ）
- エーグル3日間レース 優勝（+ ドミニク・スタルク）

2008年
- スイス選手権
  - スクラッチ 優勝
  - 個人追抜 優勝
- チューリッヒ6日間レース 優勝（+ ブルーノ・リシ）
- ベルリン6日間レース 優勝（+ ブルーノ・リシ）
- コペンハーゲン6日間レース 優勝（+ ブルーノ・リシ）
- ハセルト6日間レース 優勝（+ ブルーノ・リシ）
- トリノ6日間レース 優勝（+ ブルーノ・リシ）
- スイス選手権
  - マディソン 優勝（+ ドミニク・スタルク）
  - 団体追抜 優勝

2009年
- スイス選手権　個人追抜 優勝
- ティルビュルフ6日間レース 優勝（+ トリスタン・マルゲ）
- スイス選手権　
  - ポイントレース 優勝
  - 団体追抜 優勝
- エーグル3日間レース 優勝（+ アレクサンドル・プリューシン）
- グルノーブル6日間レース 優勝（+ ルーク・ロバーツ）
- ミュンヘン6日間レース 優勝（+ ブルーノ・リシ）
- チューリッヒ6日間レース 優勝（+ ブルーノ・リシ）

2010年
- ブレーメン6日間レース 優勝（+ ブルーノ・リシ）
- スイス選手権　
  - ポイントレース 優勝
  - スクラッチ 優勝
  - マディソン 優勝
- グルノーブル6日間レース 優勝（+ アレクサンダー・エシュバッハ）

2011年
- スイス選手権　個人追抜 優勝
- チューリッヒ6日間レース 優勝（+ イルヨ・カイセ）

2012年
- セイ・ジョルニ・デッレ・ローゼ 優勝（+ トリスタン・マルゲ）
- スイス選手権　オムニアム 優勝